# Lina Soualem
Lina Soualem est une réalisatrice, scénariste et actrice franco-algérienne.
Son premier film comme réalisatrice, le documentaire Leur Algérie, est montré dès 2020 dans plusieurs festivals puis sort en salles en 2021. Son deuxième documentaire, Bye Bye Tibériade, sort en 2024 et obtient notamment une nomination pour le César du meilleur film documentaire.

## Biographie
Lina Soualem est la fille de Zinedine Soualem et de Hiam Abbas. Elle fait des études d'histoire et de sciences politique. Hormis une première expérience dans le doublage (pour le film d'animation La Légende de Parva), elle débute comme actrice dans Héritage, réalisé par sa mère.
Elle est titulaire d'une licence d'histoire et s'est spécialisée dans l'histoire des sociétés arabes et contemporaines. Elle n'envisage pas de travailler dans le cinéma, mais elle se passionne pour le genre documentaire lors d'un stage dans un festival de cinéma des droits de l’homme. Son parcours universitaire lui permet également de voyager pour la première fois en Algérie, expérience qui lui permet d'avoir « conscience d’un malaise personnel : j’étais dans le pays de mes grands-parents, je savais plus ou moins de quelle région ils venaient, mais je ne savais rien de la façon dont leur histoire personnelle s’était ancrée dans cette grande Histoire ».
Dans les années 2010, elle filme pendant trois ans ses grands-parents après l'annonce de leur séparation et réalise alors son premier film, le documentaire Leur Algérie. Avant de sortir en salles en 2021, le film est présenté dès 2020 dans plusieurs festivals, dont Visions du réel.
Elle participe ensuite à l'écriture de la mini-série Oussekine.
En 2024, elle sort un deuxième documentaire, Bye Bye Tibériade, cette fois consacré à sa mère, Hiam Abbas, et à sa famille palestinienne. Ce film lui vaut plusieurs prix et une nomination pour le César du meilleur film documentaire.

## Filmographie
Sauf indication contraire, les informations mentionnées dans cette section peuvent être confirmées par les bases de données cinématographiques IMDb et Allociné,  présentes dans la section « Liens externes ».

### Actrice
- 2003 : La Légende de Parva de Jean Cubaud : Indra (voix)
- 2012 : Héritage de Hiam Abbass : Alya, la fille aînée de Majd et Samira
- 2017 : À mon âge je me cache encore pour fumer de Rayhana Obermeyer : Meriem
- 2018 : Wardi de Mats Grorud : Yassar (voix)
- 2019 : Tu mérites un amour de Hafsia Herzi : Lina
- Prévu en 2025 : La Venue de l'avenir de Cédric Klapisch : la fille d'Abdel

### Intervenante
- 2020 : Leur Algérie (documentaire) d'elle-même : elle-même
- 2024 : Bye Bye Tibériade (documentaire) d'elle-même : elle-même

### Réalisatrice
- 2020 : Leur Algérie (documentaire)
- 2024 : Bye Bye Tibériade (documentaire)

### Scénariste
- 2020 : Leur Algérie (documentaire) d'elle-même
- 2022 : Oussekine (mini-série) d'Antoine Chevrollier
- 2024 : Bye Bye Tibériade (documentaire) d'elle-même

## Distinctions
Sauf indication contraire, les informations mentionnées dans cette section peuvent être confirmées par les bases de données cinématographiques IMDb et Allociné,  présentes dans la section « Liens externes ».

### Récompenses
- Festival du cinéma méditerranéen de Montpellier 2020 : Prix du meilleur premier film pour Leur Algérie
- Festival du film d'El Gouna 2020 : Prix du meilleur film arabe, catégorie longs métrages documentaires, pour Leur Algérie
- Festival de films CINEMANIA 2021 : Prix du meilleur documentaire Planète +, pour Leur Algérie[6]
- Festival du film de Londres 2023 : Prix Grierson du meilleur documentaire pour Bye Bye Tibériade
- Festival du cinéma méditerranéen de Montpellier 2023 : Prix du meilleur documentaire pour Bye Bye Tibériade
- Festival international du film de Marrakech 2023 : Prix du jury pour Bye Bye Tibériade
- Prix Alice-Guy 2025 pour Bye Bye Tibériade

### Nomination
- César 2025 : meilleur film documentaire pour Bye Bye Tibériade

### Sélections
- DOK Leipzig 2020 : en compétition pour la Colombe d'or (Goldene Taube) pour Leur Algérie
- Festival du film d'El Gouna 2020 : en compétition pour l'Étoile d'or, catégorie longs métrages documentaires, pour Leur Algérie